# Baden-Württemberg-Liga
Die Baden-Württemberg-Liga (von 2009 bis 2024 Regionalliga Süd-West, 1999 bis 2009 Baden-Württembergliga) ist die höchste vom Eissport-Verband Baden-Württemberg organisierte Eishockeyliga. Sie ist die vierthöchste Spielklasse im deutschen Eishockey für Vereine aus Baden-Württemberg.
Von 1970 bis 1972 und 1980 bis 1992 richtete der Deutsche Eishockey-Bund (DEB) eine Gruppe Süd-West der DEB-Regionalliga aus. Diese umfasste neben Vereinen aus Baden-Württemberg teilweise auch Clubs aus Hessen, Rheinland-Pfalz und dem Saarland. Siehe Geschichte der Regionalliga.
Die Regionalliga Süd-West entstand 1994 im Zuge einer Ligenreform im Deutschen Eishockey aus der bisherigen Baden-Württemberg-Liga. Nach der Umbenennung der übergeordneten 2. Liga Süd in Regionalliga Süd 1999 wurde die Liga wieder in Baden-Württembergliga (BWL) umbenannt. Nach Auflösung der Regionalliga Süd 2002 war die BWL aber wieder den Regionalligen im Norden, Osten und Westen gleichgestellt. 2009 erfolgte die erneute Umbenennung in Regionalliga Süd-West und 2024 wieder in Baden-Württemberg-Liga.

## Teilnehmer 2025/26
| Gruppe A - Schwenninger Fire Wings - EHC Zweibrücken Hornets * - Eisbären Balingen - Maddogs Mannheim - ESC Hügelsheim 1b | Gruppe B - SC Bietigheim-Bissingen 1b - Black Eagles Reutlingen - Baden Rhinos Hügelsheim (Titelverteidiger) - Eisbären Heilbronn 1b - Eisbären Eppelheim | Gruppe C - HEC Eisbären Heilbronn - Stuttgarter EC 1b - ESG Esslingen - Pforzheim Bisons - Mad Dogs Mannheim 1b |

- Gastmannschaft aus Rheinland-Pfalz *

## Meister
Für die Meister der BWL vor 1994 siehe Sieger der Baden-Württemberg-Liga und Landesliga 1984 bis 1994.
| Baden-Württemberg-Liga (4. Liga) |                            |
| Jahr                             | Verein                     |
| 1994/95                          | SG Wernau/Esslingen        |
| 1995/96                          | Schwenninger ERC 1b        |
| 1996/97                          | EC Eppelheim               |
| 1997/98                          | ESV Hügelsheim             |
| 1998/99                          | EV Ravensburg              |
| Baden-Württemberg-Liga (5. Liga) |                            |
| Jahr                             | Verein                     |
| 1999/00                          | Schwenninger ERC 1b        |
| 2000/01                          | Stuttgart Wizards          |
| 2001/02                          | EC Ulm/Neu-Ulm             |
| Baden-Württemberg-Liga (4. Liga) |                            |
| Jahr                             | Verein                     |
| 2002/03                          | Stuttgart Wizards          |
| 2003/04                          | ESV Hügelsheim             |
| 2004/05                          | SC Bietigheim-Bissingen 1b |
| 2005/06                          | Mannheimer ERC             |
| 2006/07                          | Stuttgart Rebels           |
| 2007/08                          | Mannheimer ERC             |
| 2008/09                          | Mannheimer ERC             |

| Regionalliga Süd-West (4. Liga)  |                           |
| Jahr                             | Verein                    |
| 2009/10                          | Stuttgart Rebels          |
| 2009/10                          | Stuttgart Rebels          |
| 2011/12                          | EHC Freiburg              |
| 2012/13                          | EHC Eisbären Heilbronn    |
| 2013/14                          | EHC Eisbären Heilbronn    |
| 2014/15                          | EHC Eisbären Heilbronn    |
| 2015/16                          | EHC Eisbären Heilbronn    |
| 2016/17                          | EHC Zweibrücken           |
| 2017/18                          | SC Bietigheim 1b          |
| 2018/19                          | SC Bietigheim 1b          |
| 2019/20                          | Meister nicht ausgespielt |
| 2020/21                          | Meister nicht ausgespielt |
| 2021/22                          | EHC Eisbären Heilbronn    |
| 2022/23                          | EHC Zweibrücken           |
| 2023/24                          | EHC Eisbären Heilbronn    |
| Baden-Württemberg-Liga (4. Liga) |                           |
| 2024/25                          | ESC Hügelsheim            |
| 2025/26                          |                           |
| 2026/27                          |                           |